# Liste der Monuments historiques in Néry
Die Liste der Monuments historiques in Néry führt die Monuments historiques in der französischen Gemeinde Néry auf.

## Liste der Bauwerke
| Bezeichnung       | Beschreibung                  | Standort              | Kennzeichnung | Schutzstatus | Datum | Bild           |
| ----------------- | ----------------------------- | --------------------- | ------------- | ------------ | ----- | -------------- |
| Bauernhof         | Erbaut im 17. Jahrhundert     | bei der Kirche (Lage) | PA00114770    | Inscrit      | 1949  | weitere Bilder |
| Bauernhof         | Erbaut im 16. Jahrhundert     | bei der Kirche (Lage) | PA00114771    | Inscrit      | 1950  | weitere Bilder |
| Kirche St-Martin  | Erbaut ab dem 12. Jahrhundert | (Lage)                | PA00114769    | Inscrit      | 1949  | weitere Bilder |
| Manoir de Mulleux | Herrenhaus                    | (Lage)                | PA00114772    | Classé       | 1971  | weitere Bilder |

## Liste der Objekte

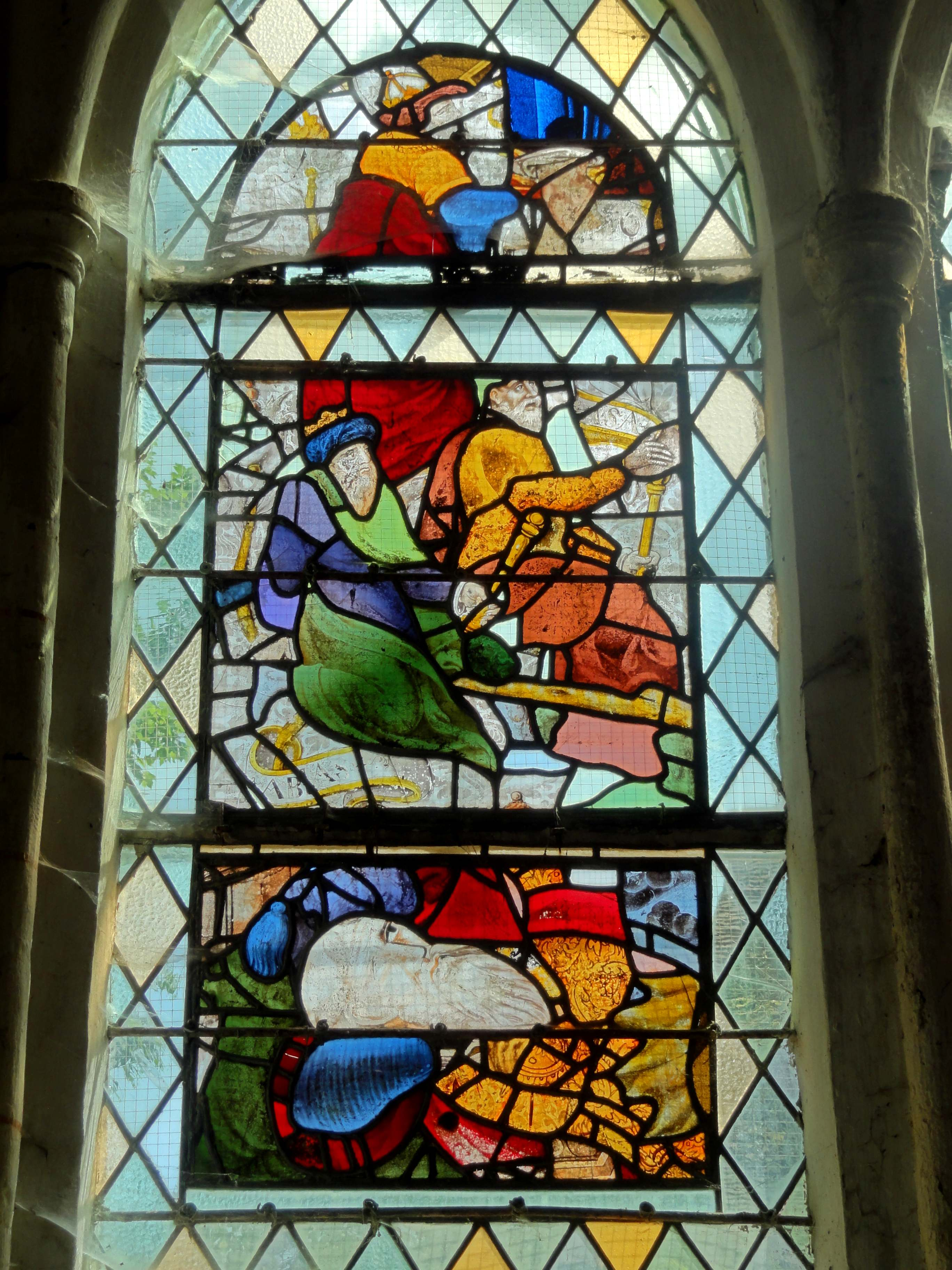
Wurzel-Jesse-Fenster in Néry

- Monuments historiques (Objekte) in Néry in der Base Palissy des französischen Kultusministeriums

Siehe auch: Wurzel-Jesse-Fenster (Néry)